# Mogolla
La mogolla o acema es un pan producido en Colombia de forma semicircular, muy similar al pan usado en otros países para hacer hamburguesas (el cual en algunas zonas de Colombia también es considerado una mogolla). Pueden existir diversos tipos de mogollas, difiriendo en ingredientes y formas de preparación. En algunas regiones es conocida como acema y en otras como mestiza y es común en las panaderías de muchas ciudades del país.

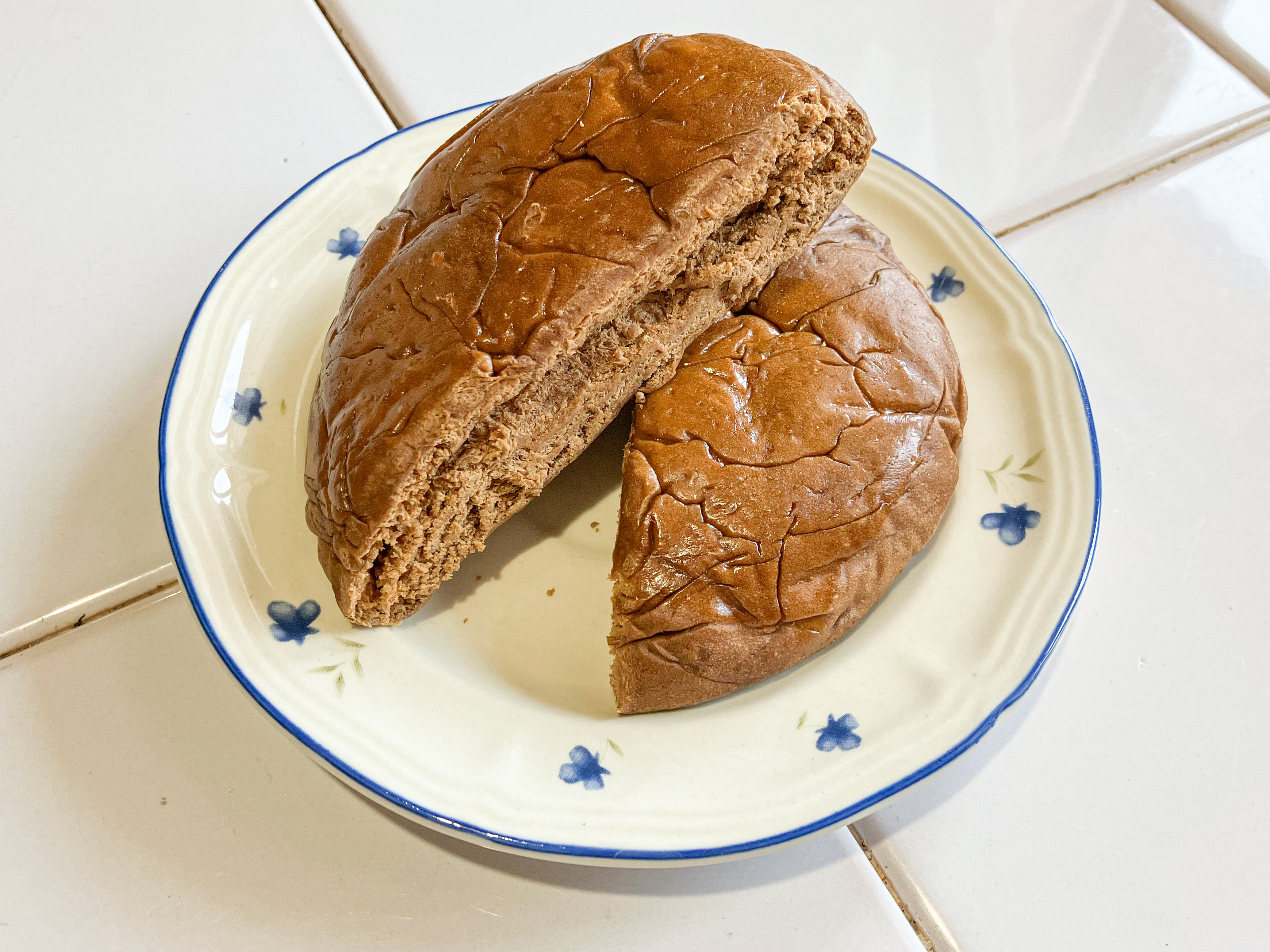
Acema partida en dos

Se presume que su forma proviene de la época colonial. Es un tipo de pan muy versátil ya que puede ser fabricado indistintamente con harina de maíz o de trigo, y es sencillo de producir industrialmente. También puede contener o no rellenos, destacándose la mogolla chicharrona, una mogolla que contiene como relleno trozos de chicharrón. Entre los ingredientes más usados para darle sabor se encuentran el caramelo y la miel de abejas. 
Actualmente existen mogollas "integrales" que incluyen salvado de trigo. Dentro de la cultura del Altiplano Cundiboyacense es muy común como acompañante del masato. Especie de pan mediano, preparado con harina de trigo, salvado, panela machacada, grasa, leche y levadura. En Santander se conoce como mestiza, al producto elaborado con harina de trigo, salvado, enriquecido con melado de panela y contiene entremezclados en la masa pequeños trozos de chicharrón de cerdo, entre otros.

## Etimología
El término «mogolla» podría provenir del latín mollis ‘suave’, en referencia a su miga. De hecho, en castellano antiguo, muelle quiere decir ‘esponjoso’ y de ahí provendría el pan «mollete» (lit. ‘suavecito’), relacionado con el catalán molla (‘miga [de pan]’) y el francés mollet (‘bodigo [de pan]’).
El término «acema» proviene de acemita (o más modernamente, semita), un tipo de pan que antiguamente en la España imperial se elaboraba con acemite, que es una harina de baja calidad hecha a partir de salvado o afrecho de trigo. A su vez, acemite proviene del árabe andalusí السَمِيد as-semid, mismo significado. Así pues, en diferentes lugares de España e Hispanoamérica se pueden encontrar multitud de panes llamados cemita, semita o acemita, cuya denominación originalmente quería decir ‘pan hecho con harina de baja calidad’. Aunque las recetas ya no usan esta harina barata, su nombre se conserva hasta la actualidad. En la sabiduría popular, se pensó erróneamente que el -ita era un sufijo diminutivo, y de acemita pasó directamente a acema.